# Rhamphiophis
Genre
Rhamphiophis est un genre de serpents de la famille des Lamprophiidae. 

## Répartition
Les espèces de ce genre se rencontrent en Afrique subsaharienne.

## Liste d'espèces
Selon The Reptile Database (11 août 2013) :
- Rhamphiophis oxyrhynchus (Reinhardt, 1843)
- Rhamphiophis rostratus Peters, 1854
- Rhamphiophis rubropunctatus (Fischer, 1884)

## Publication originale
- Peters, 1854 : Diagnosen neuer Batrachier, welche zusammen mit der früher (24. Juli und 17. August) gegebenen Übersicht der Schlangen und Eidechsen mitgetheilt werden. Bericht über die zur Bekanntmachung geeigneten Verhandlungen der Königlich preussischen Akademie der Wissenschaften zu Berlin, vol. 1854, p. 614-628 (texte intégral).